# Cerfeuil tubéreux
Chaerophyllum bulbosum
Pour les articles homonymes, voir Cerfeuil (homonymie).
Espèce
Classification phylogénétique
Le Cerfeuil tubéreux (Chaerophyllum bulbosum) est une espèce de plantes à fleurs de la famille des Apiacées. C'est une plante herbacée vivace originaire d'Europe et d'Asie.
Autres noms communs : Cerfeuil bulbeux, Cerfeuil à bulbe, Chérophylle bulbeux.
Malgré son nom, cette espèce n'est pas une variété de cerfeuil (Anthriscus cerefolium).

## Description
C'est une plante bisannuelle développant la deuxième année une tige florale de 1,5 à 2 m de haut. Les fleurs sont blanches, petites et regroupées en ombelles composées.
Les feuilles sont très finement divisées.
La racine pivotante, de forme conique, charnue de la taille d'une carotte courte, est de couleur extérieure grise, à chair blanchâtre.

## Distribution
L'espèce est originaire des régions tempérées de l'ancien monde :
- Europe, de la Suède à l'Italie et de l'Est de la France à l'Ukraine,
- Asie centrale et occidentale : Caucase, Turquie.

## Culture
Cultivé pourtant depuis l'antiquité en Europe continentale, ce sont les aristocrates autrichiens qui font redécouvrir cet aliment raffiné aux Français en invitant à leur table Charles de l'Écluse à la fin du XVIe siècle. Son rendement n'est pas important et sa culture est relativement capricieuse : les graines doivent être stratifiées à froid par semis d'automne et la racine, tubérisée l'été suivant, doit encore subir les frimas de l'automne pour développer ses meilleurs arômes, laissée en terre ou disposée en cave dès juillet.
Ces inconvénients expliquent que ses qualités gustatives et alimentaires n'aient pas suffi à en imposer la culture. Toutefois, des travaux de sélection ont permis de développer en France un cultivar plus intéressant d'un point de vue commercial à la fin du XXe siècle, dont les semences sont aujourd'hui disponibles chez certains semenciers.
Une espèce voisine, C. prescottii (chérophylle sibérien), ne nécessitant pas de stratification froide des graines, laisse espérer la possibilité d'améliorations agronomique du chérophylle par hybridation naturelle, ou forcée par rescousse d'embryons ou fusion de protoplastes puis polyploïdisation.

## Utilisation culinaire

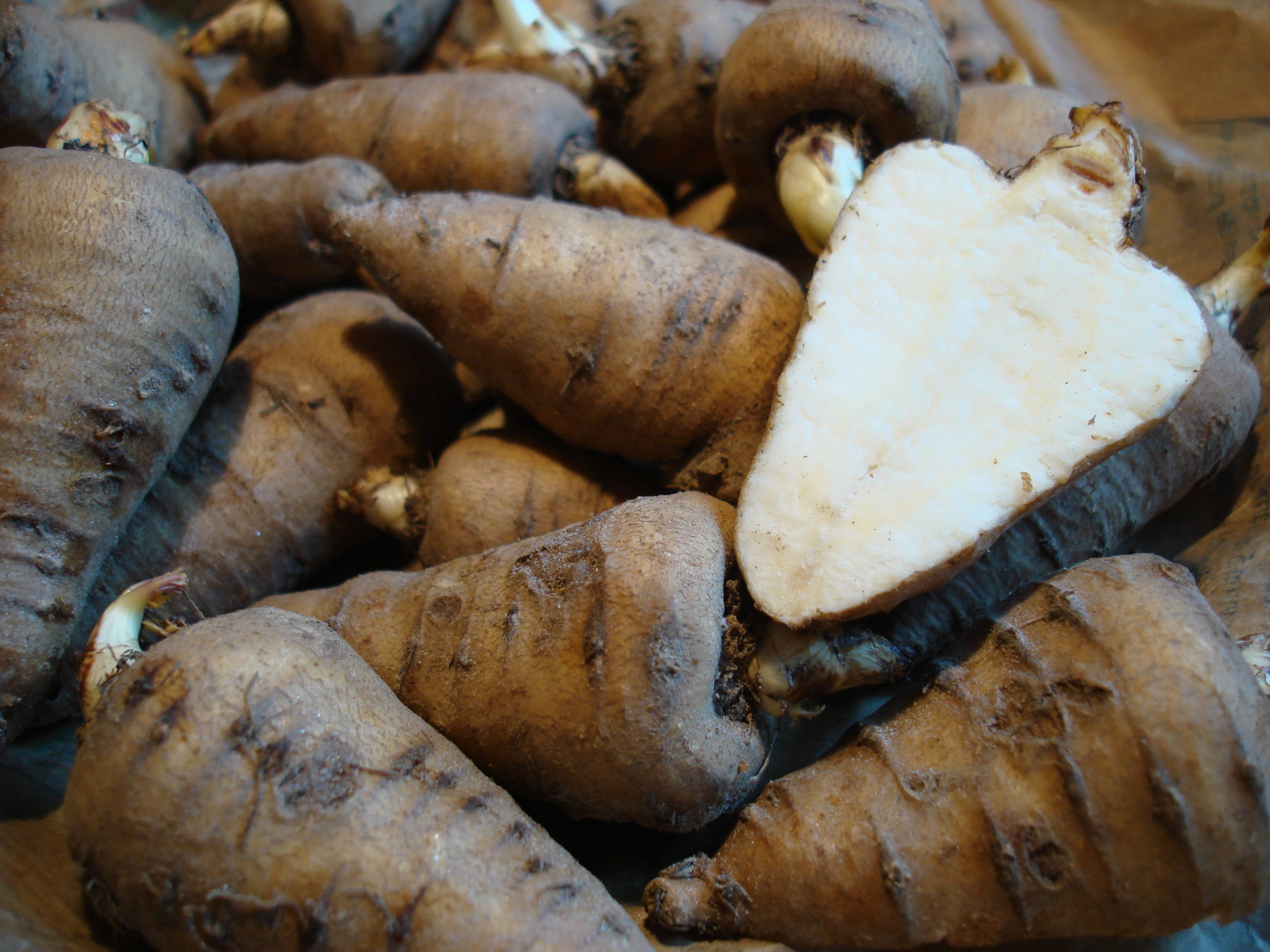
Racines de cerfeuils tubéreux sur l'étal d'un marché.

La racine du cerfeuil tubéreux, de couleur grisâtre, se mange comme légume. Sa saveur sucrée, rappelant à la fois la pomme de terre et la châtaigne tout en étant bien singulière, se développe après environ deux mois d'entreposage à froid. Il est alors cuisiné comme la pomme de terre, en veillant à ne pas le cuire trop longtemps afin de ne pas rendre sa chair farineuse. Il s'associe à merveille avec bien des viandes (notamment les volailles), sauté, en sauce ou en purée. D'autres recettes de crème ou de soupes et veloutés le mettent aussi en valeur. Sa saveur et la rareté de sa culture en font un légume de luxe.
En Finlande, il était par exemple cultivé comme légumes racines, parmi d'autres, avant l'arrivée de la pomme de terre. Il s'avère en effet que la teneur en amidon du cerfeuil tubéreux est équivalente à celle de la pomme de terre au moment d'une récolte estivale : 76 % de la matière sèche, qui diminue après deux mois d'entreposage à froid à 35 % du fait de la transformation d'une partie (hydrolyse) en sucres rapides donnant au légume sa saveur (25 % de saccharose).
Cette caractéristique fait du cerfeuil tubéreux un légume oublié dont la redécouverte permettrait d'enrichir la biodiversité cultivée en plantes caloriques, permettant d'améliorer la sécurité alimentaire des populations face aux ravageurs, au changement climatique ou à d'autres perturbations socio-économiques·[évasif]
.

## Propriétés - Toxicité
Ce légume-racine, tout comme le panais et le persil (et la carotte pour le falcarinol), contient deux polyacétylènes :  
- la falcarinone (anticancéreux, antifongique, antibactérien et stimulant la neurogenèse) ;[réf. nécessaire]
- le falcarinol (propriétés déjà citées, avec en outre des propriétés allergisante, anti-inflammatoire, anti-aggrégante plaquettaire, antifongique mais aussi neurotoxique à haute dose chez le rat : LD50=100mg.kg-1).

Le potentiel pharmaceutique de ces molécules permet de comprendre, en incluant l'effet d'autres familles de molécules plus largement étudiées (polyphénols, glucosinolates...), comment les fruits et légumes d'une alimentation diversifiée protègent contre les effets du vieillissement et un certain nombre de maladies.
Bien que la consommation de la racine n'ait pas été liée à des cas documentés d'intoxication, les parties aériennes de cette plante (feuilles et fruits) contiennent un alcaloïde toxique : la chaerophylline. Cette substance, également contenue dans d'autres chérophylles (C.temulum), est à l'origine d'intoxications, rares chez l'humain mais observables parfois chez les animaux, dont les symptômes neurologiques rappellent une forme d'ivresse. Toutefois, certains peuples du Caucase (nombreuses localités de Géorgie) consomment traditionnellement les jeunes pousses de cette plante après lactofermentation, un traitement susceptible de les rendre comestibles par élimination de la toxine lors de la fermentation.